# جغد جامائیکایی
جغد جامائیکایی (نام علمی: Pseudoscops grammicus) نام یک گونه از تیره جغدان راستین است.